# Pinheiro Machado
Pinheiro Machado este un oraș în Rio Grande do Sul (RS), Brazilia.